# Viola pomposa
A viola pomposa egy tenorfekvésű vonós hangszer. Feltalálója Johann Nikolaus Forkel (1749-1818), a Musikalischer Almanach für Deutschland auf das Jahr 1782-ben közölt írása szerint Johann Sebastian Bach. Szintén e forrás szerint a név is Bachtól ered. A cikk még azt is állítja, hogy „úgy hangolják, mint a csellót, de felül egy húrral több van rajta, valamivel nagyobb a brácsánál, és pánttal rögzített olymódon, hogy a mell előtt karon tartható.”
Hangolása: C-G-d-a-é'
Bachot egyébként szoros barátság fűzte Johann Christian Hoffmann (1683-1750) lipcsei udvari hangszerkészítőhöz, akinek  egy-két ilyen hangszere fennmaradt az utókor számára. Az alkotó amúgy láthatólag egy nagyobbfajta brácsából indult ki, de a kávát kb. 9 cm-esre növelte. A hangszer hosszúsága kb. 60 cm.
Ernst Ludwig Gerber (1746-1819) 1790-es Lexikon der Tonkünstler művének első kötetében a következőket írja: „ez a kényelmes hangszer lehetővé tette a játékosok számára, hogy a tervezett magas és gyors futamokat könnyebben szólaltathassa meg”.
A hangszer 1770 körül teljesen kikerült a köztudatból. A régizenészek ma is ritkán játszanak rajta, a belga Sigiswald Kuijken 2003-ban készíttetett egy „utángyártást”, amit Bach kantáták, ill. a Csellószvitek előadására használ.

## Külső hivatkozások
- A viola pomposáról (franciául)[halott link]